# Altenhain (Bad Soden am Taunus)
Altenhain, vor der Gebietsreform in Hessen postalisch als Altenhain (Taunus) bekannt, ist ein Stadtteil von Bad Soden am Taunus im südhessischen Main-Taunus-Kreis.

## Geschichte

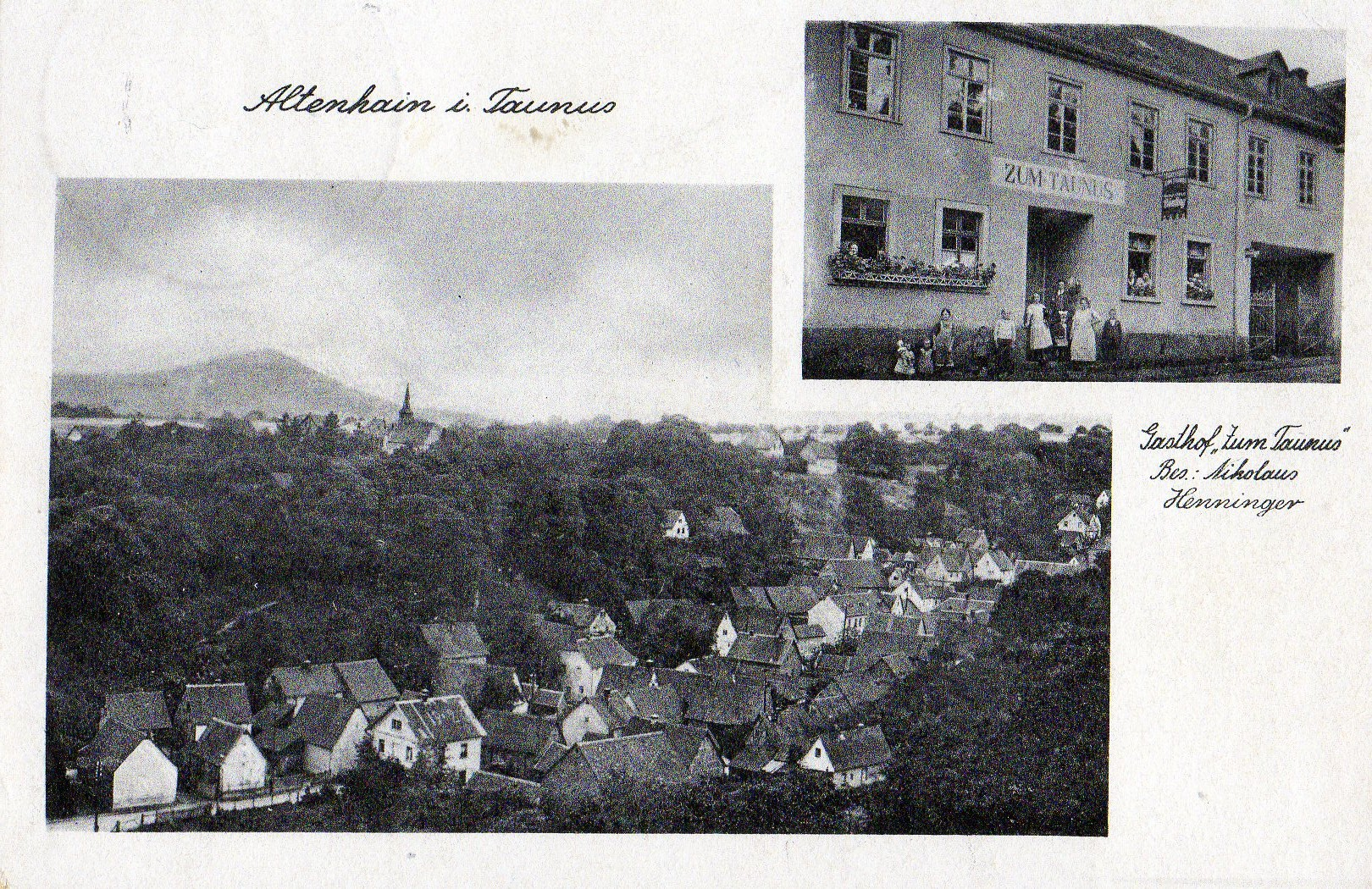
Alte Ansicht von Altenhain

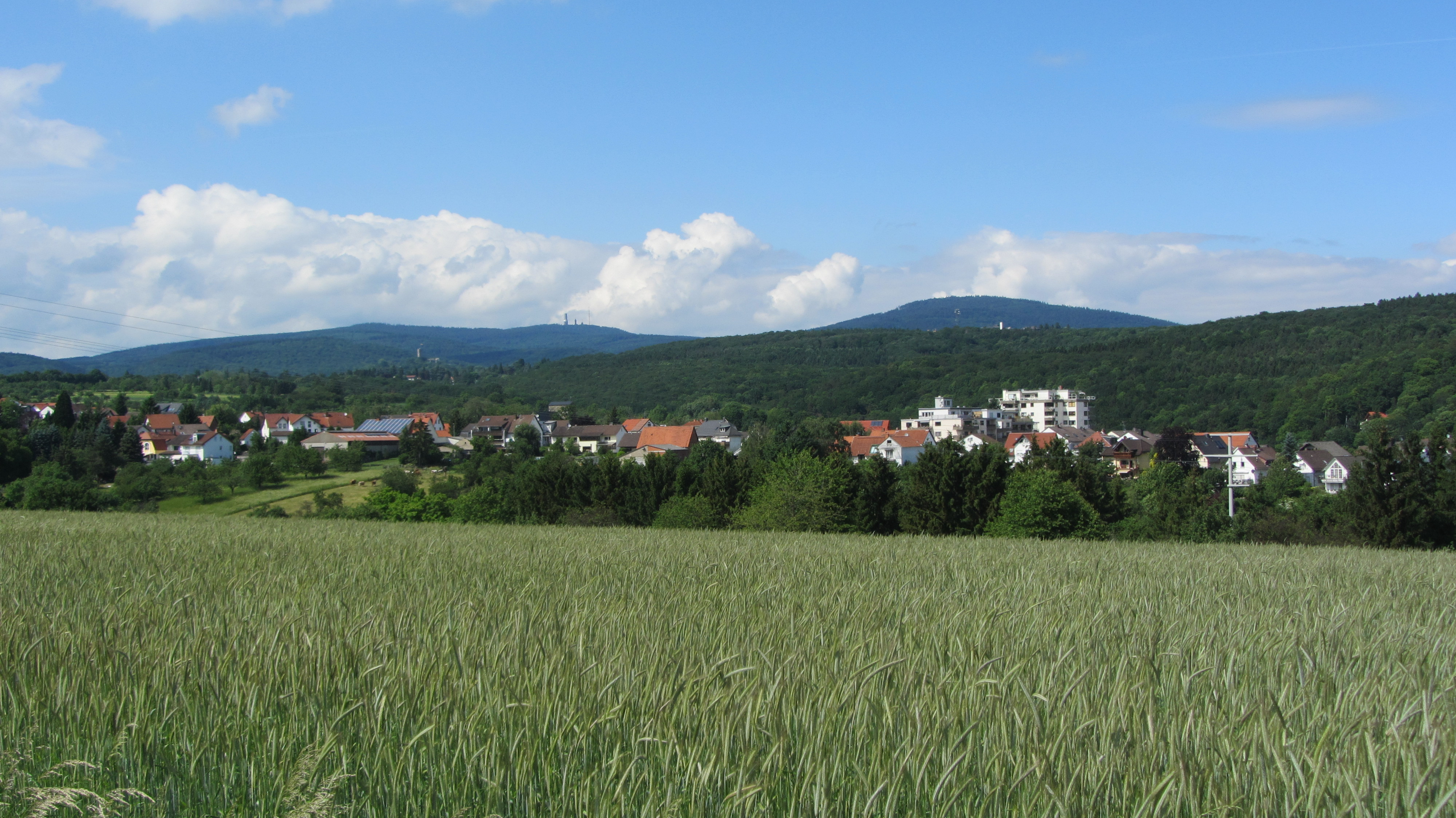
Panorama von Altenhain

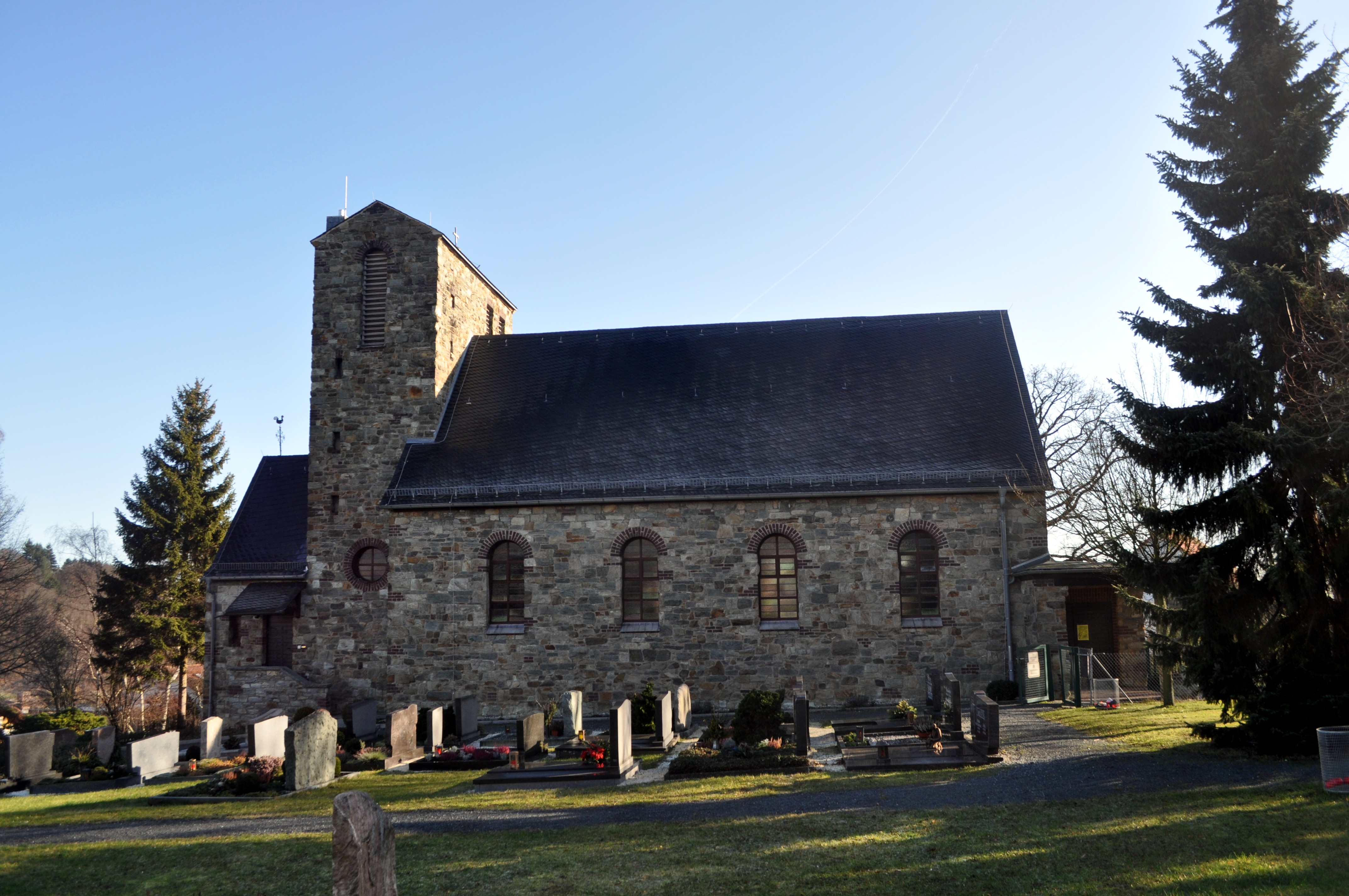
Kirche

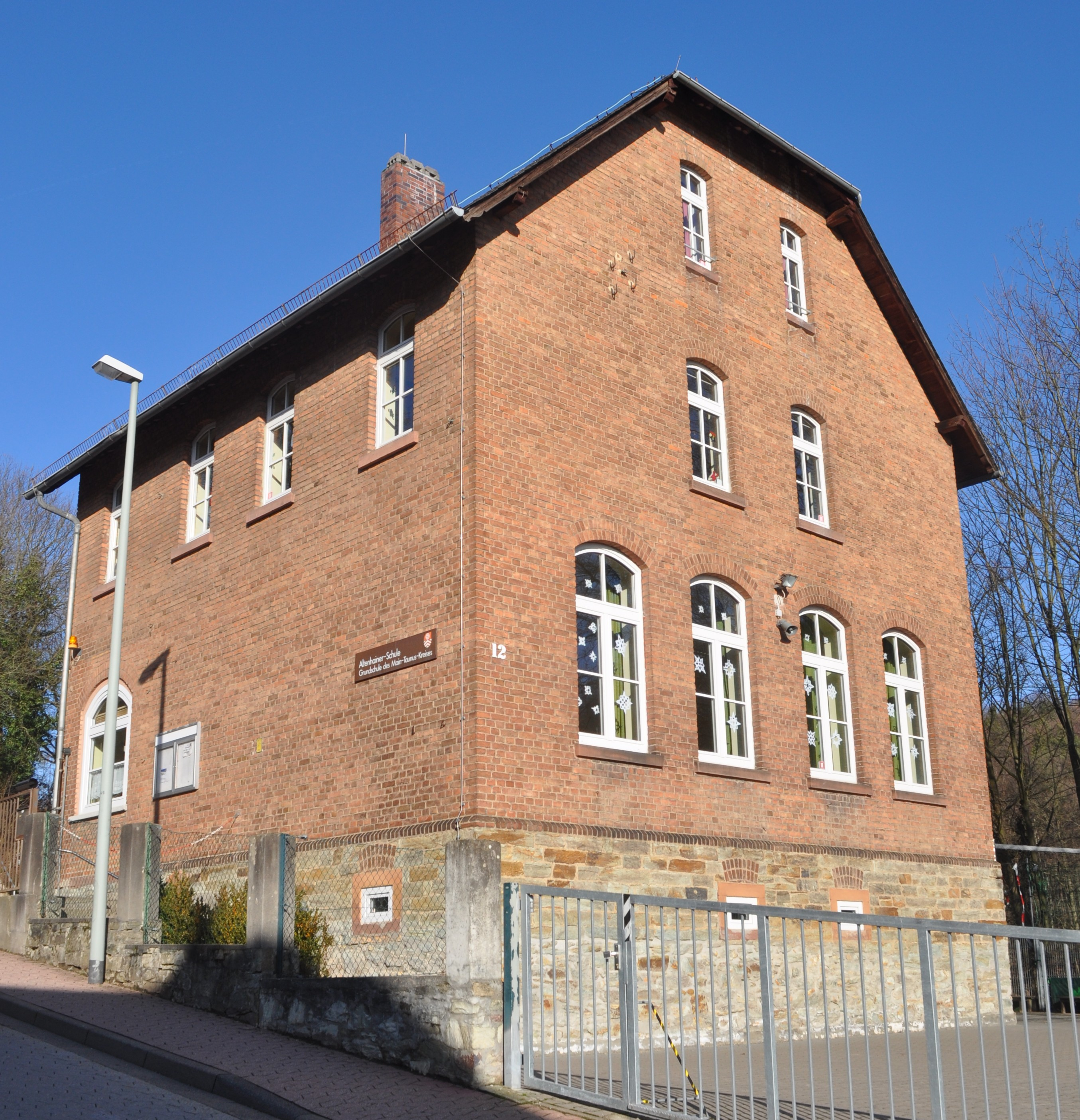
Schule

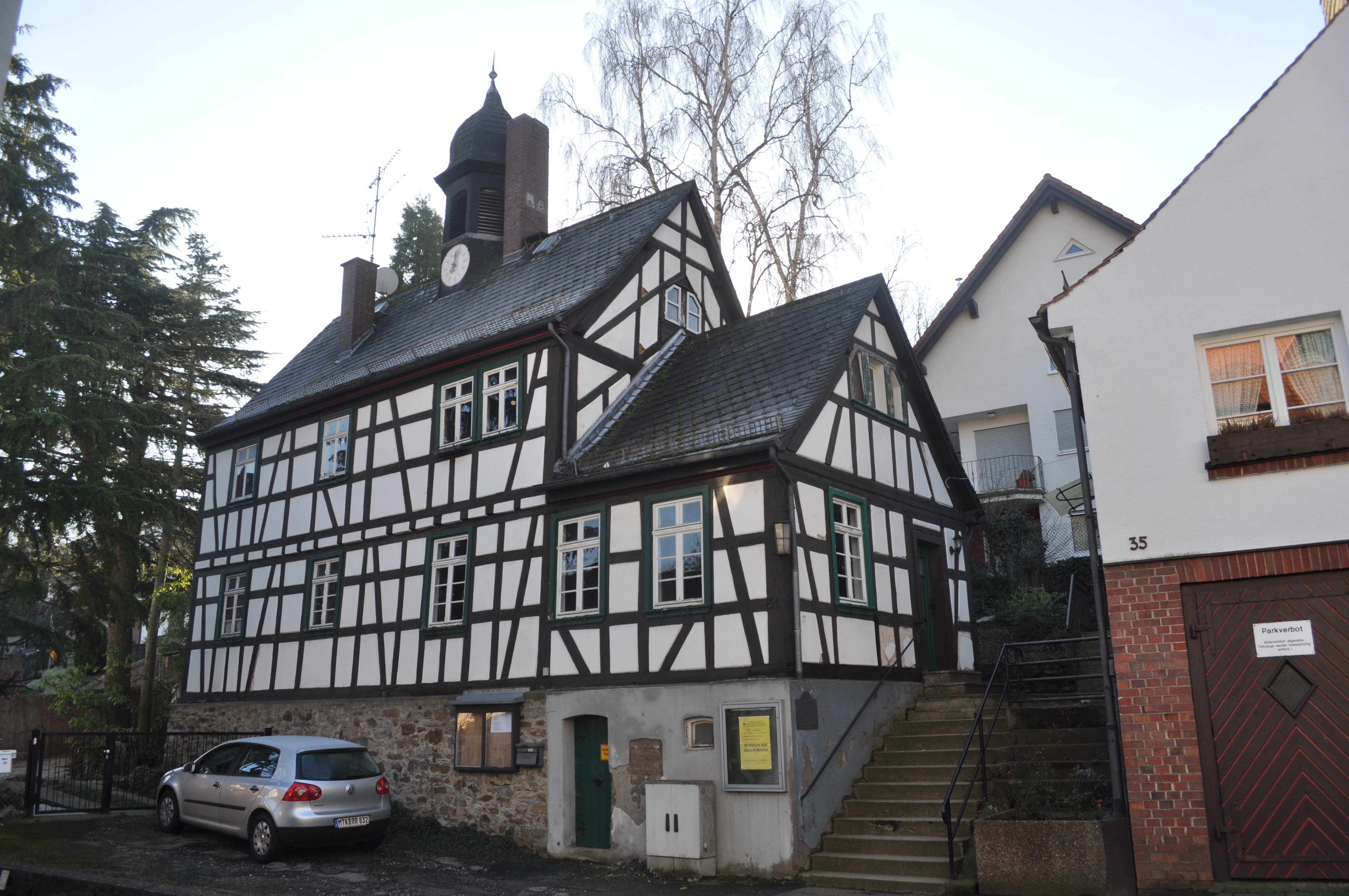
Altes Rathaus

### Von den Anfängen bis zur Gebietsreform in Hessen
Die älteste erhalten gebliebene urkundliche Erwähnung als Aldenhagen bezieht sich auf die Jahre 1204–1220. Dass Altenhain noch älter sein muss, lässt sich indirekt daraus schließen, dass das benachbarte Neuenhain schon seit 1191 bezeugt ist. Die Namensendung auf -hain weist darauf hin, dass die Siedlung nach dem Jahre 1000 auf gerodetem Waldland entstand und zum Schutz mit einem Haingraben umgeben wurde.
In Altenhain gab es wie in einem Reichsdorf königshörige Bauern, die auf Königsgut saßen und daneben höfische Bauern, die zum Fronhof des Klosters Limburg in Sulzbach gehörten. Das Königsgut und die damit verbundenen Rechte gingen nach und nach auf den Inhaber der Vogtei über. In der Vogtei über die Sulzbacher Mark wechselten sich die Herren von Falkenstein, von Eppstein, von Sulzbach und von Königstein ab. 1581 ging Altenhain an die Kurpfalz, 1650 im Bergsträßer Rezess an Kurmainz und 1803 an Nassau-Usingen und gehörte zur Zeit des Herzogtums Nassau zum Amt Königstein.
In der Reformationszeit wurde um 1535 der lutherische Gottesdienst eingeführt. Mit der kurpfälzischen Herrschaft kam 1581 das calvinistische Bekenntnis nach Altenhain. Nach der Übernahme durch Kurmainz 1650 blieb der reformierte Glauben erhalten. Der katholische Gottesdienst trat gleichberechtigt daneben. Viele Familien wechselten unter dem neuen Landesherrn vom reformierten zum katholischen Glauben.

### Hessische Gebietsreform
Die Gebietsreform in Hessen hat Altenhain in zwei Etappen verändert. Am 1. August 1972 wurde die Altenhainer Siedlung Johanniswald in die Stadt Königstein eingegliedert und dem Stadtteil Schneidhain zugeordnet. Am 1. Januar 1977 wurde der verbliebene Rest von Altenhain als Stadtteil in die Stadt Bad Soden am Taunus eingegliedert. Die Eigenständigkeit gegenüber der Gesamtstadt beschränkt sich seitdem auf ein eigenes Ortsgericht und Schiedsamt. Ortsbezirke nach der Hessischen Gemeindeordnung wurden nicht errichtet.

### Verwaltungsgeschichte im Überblick
Die folgende Liste zeigt die Staaten und Verwaltungseinheiten, denen Altenhain angehört(e):
- vor 1803: Heiliges Römisches Reich,  Kurfürstentum Mainz, Oberamt Höchst und Königstein, Amtsvogtei Königstein
- ab 1803: Heiliges Römisches Reich, Fürstentum Nassau-Usingen,[Anm. 2] Amt Königstein
- ab 1806: Herzogtum Nassau,[Anm. 3] Amt Königstein
- ab 1849: Herzogtum Nassau, Kreisamt Königstein
- ab 1854: Herzogtum Nassau, Amt Königstein
- ab 1867: Königreich Preußen,[Anm. 4] Provinz Hessen-Nassau, Regierungsbezirk Wiesbaden, Obertaunuskreis[Anm. 5]
- ab 1871: Deutsches Reich, Königreich Preußen, Provinz Hessen-Nassau, Regierungsbezirk Wiesbaden, Obertaunuskreis
- ab 1886: Deutsches Reich, Königreich Preußen, Provinz Hessen-Nassau, Regierungsbezirk Wiesbaden, Obertaunuskreis
- ab 1918: Deutsches Reich (Weimarer Republik), Freistaat Preußen, Provinz Hessen-Nassau, Regierungsbezirk Wiesbaden, Obertaunuskreis
- ab 1928: Deutsches Reich, Freistaat Preußen, Provinz Hessen-Nassau, Regierungsbezirk Wiesbaden, Main-Taunus-Kreis
- ab 1944: Deutsches Reich, Freistaat Preußen, Provinz Nassau, Main-Taunus-Kreis
- ab 1945: Amerikanische Besatzungszone,[Anm. 6] Groß-Hessen, Regierungsbezirk Wiesbaden, Main-Taunus-Kreis
- ab 1946: Amerikanische Besatzungszone, Hessen, Regierungsbezirk Wiesbaden, Main-Taunus-Kreis
- ab 1949: Bundesrepublik Deutschland, Hessen, Main-Taunus-Kreis
- ab 1968: Bundesrepublik Deutschland, Hessen, Regierungsbezirk Darmstadt, Main-Taunus-Kreis
- ab 1977: Bundesrepublik Deutschland, Hessen, Regierungsbezirk Darmstadt, Main-Taunus-Kreis

## Bevölkerung

### Einwohnerstruktur 2011
Nach den Erhebungen des Zensus 2011 lebten am Stichtag dem 9. Mai 2011 in Altenhain 1500 Einwohner. Darunter waren 132 (8,8 %) Ausländer.
Nach dem Lebensalter waren 294 Einwohner unter 18 Jahren, 600 zwischen 18 und 49, 288 zwischen 50 und 64 und 318 Einwohner waren älter. Die Einwohner lebten in 672 Haushalten. Davon waren 210 Singlehaushalte, 222 Paare ohne Kinder und 195 Paare mit Kindern, sowie 36 Alleinerziehende und 9 Wohngemeinschaften. In 153 Haushalten lebten ausschließlich Senioren und in 450 Haushaltungen lebten keine Senioren.

### Einwohnerentwicklung
| Quelle: Historisches Ortslexikon |                         |
| • 1581:                          | 24 Männer               |
| • 1661:                          | 24 Hofreiten            |
| • 1790:                          | 52 katholische Familien |
| • 1800:                          | 44 Familien             |
| • 1809:                          | 76 Märkerlose           |

| Altenhain: Einwohnerzahlen von 1817 bis 2011 | Altenhain: Einwohnerzahlen von 1817 bis 2011 | Altenhain: Einwohnerzahlen von 1817 bis 2011 | Altenhain: Einwohnerzahlen von 1817 bis 2011 | Altenhain: Einwohnerzahlen von 1817 bis 2011 |
| --- | -------------------------------------------- | -------------------------------------------- | -------------------------------------------- | -------------------------------------------- |
| Jahr |                                              |                                              |                                              | Einwohner                                    |
| 1817 | 1817                                         |                                              | 246                                          | 246                                          |
| 1834 | 1834                                         |                                              | 308                                          | 308                                          |
| 1840 | 1840                                         |                                              | 309                                          | 309                                          |
| 1846 | 1846                                         |                                              | 338                                          | 338                                          |
| 1852 | 1852                                         |                                              | 310                                          | 310                                          |
| 1858 | 1858                                         |                                              | 341                                          | 341                                          |
| 1864 | 1864                                         |                                              | 359                                          | 359                                          |
| 1871 | 1871                                         |                                              | 304                                          | 304                                          |
| 1875 | 1875                                         |                                              | 332                                          | 332                                          |
| 1885 | 1885                                         |                                              | 325                                          | 325                                          |
| 1895 | 1895                                         |                                              | 392                                          | 392                                          |
| 1905 | 1905                                         |                                              | 406                                          | 406                                          |
| 1910 | 1910                                         |                                              | 430                                          | 430                                          |
| 1925 | 1925                                         |                                              | 449                                          | 449                                          |
| 1939 | 1939                                         |                                              | 473                                          | 473                                          |
| 1946 | 1946                                         |                                              | 572                                          | 572                                          |
| 1950 | 1950                                         |                                              | 596                                          | 596                                          |
| 1956 | 1956                                         |                                              | 659                                          | 659                                          |
| 1961 | 1961                                         |                                              | 789                                          | 789                                          |
| 1967 | 1967                                         |                                              | 1.014                                        | 1.014                                        |
| 1970 | 1970                                         |                                              | 1.095                                        | 1.095                                        |
| 1977 | 1977                                         |                                              | 1.524                                        | 1.524                                        |
| 1990 | 1990                                         |                                              | ?                                            | ?                                            |
| 2000 | 2000                                         |                                              | ?                                            | ?                                            |
| 2011 | 2011                                         |                                              | 1.500                                        | 1.500                                        |
| Datenquelle: Historisches Gemeindeverzeichnis für Hessen: Die Bevölkerung der Gemeinden 1834 bis 1967. Wiesbaden: Hessisches Statistisches Landesamt, 1968. Weitere Quellen: LAGIS; Zensus 2011 |                                              |                                              |                                              |                                              |

### Historische Religionszugehörigkeit
| • 1885: | 15 evangelische (= 4,6 %), 310 katholische (= 95,4 %) Einwohner   |
| • 1961: | 145 evangelische (= 18,4 %), 624 katholische (= 79,0 %) Einwohner |

## Kultur und Sehenswürdigkeiten

### Bauwerke
Das alte Rathaus ist wohl im 16. Jahrhundert erbaut worden. 1652 wurde es als „Ratsstube“ instand gesetzt, Uhr und Glockentürmchen werden 1695 erwähnt.
In den Jahren 1706–1710 wurde aus Fachwerk die katholische Kirche Maria Geburt errichtet, die 1931 durch einen Steinbau aus Feldsteinen und Quadern unter dekorativer Verwendung von Ziegelmauerwerk ersetzt wurde. Sie entstand nach Plänen des bayerischen Kirchenbaumeisters Albert Boßlet. Die Kirche wurde im Modell auf der Weltausstellung 1933 in Chicago gezeigt.

### Kultur
Die Indiepop Band Morning Boy wurde 2008 in Altenhain gegründet.
Der seit 2009 eingetragene Verein, Altenhainer Theater e. V. führt in dem Gasthaus "Zum Grünen Baum" seine Stücke seit 1991 vor.

### Vereine
Der Altenhainer Geschichtsverein e. V. hat den Zweck, die Geschichte der engeren Heimat, insbesondere von Altenhain und seiner Gemarkung, zu erforschen, darzustellen und an der Erhaltung ihrer kulturellen Güter mitzuwirken. Das soll erreicht werden durch Sammlung und Bearbeitung heimatkundlichen Materials, durch Mitarbeit an einer heimatkundlichen Sammlung, durch Veröffentlichungen in Vereinsmitteilungen, Tageszeitungen und Fachzeitschriften.
Der „junge“ Geschichtsverein veranstaltet seit seiner Gründung im Mai 2008 regelmäßig an jedem ersten Donnerstag im Monat  einen kulturellen Vortragsabend. Die Abende sind gut besucht und werden durch Bild- und Filmbeiträge lebendig und attraktiv gehalten. Das Publikum wird in das Veranstaltungsgeschehen eingebunden und aktiv beteiligt, zum Beispiel beim Lesen alter Urkunden und Enträtseln von Bild- und Fotodokumenten. Das Interesse und die Resonanz an den Donnerstagstreffen unter dem Motto „Alehaaner Dorfgeschichte(n)“  ist ungebrochen groß und motiviert in der Altenhainer Geschichte weiter zu forschen.
Die Altenhainer Kerbeburschen rund um die Kirchweih haben in Altenhain eine lange Tradition. Von 1976 bis 2010 feierte man jedes Jahr am 2. Septemberwochenende die Alehaaner Wuzzekerb. Die Tradition starb aber mit den Jahren aus. Seit 2016 hat eine neue Generation von Kerbeburschen die Tradition wieder zu neuem Leben erweckt. Die Wuzzekerb wird nun als Saal-Kerb im Gasthaus „Zum Grünen Baum“ gefeiert. Seit 2017 haben die Kerbeburschen mit den Wuzze-Mädels weibliche Unterstützung gefunden. Trotz Coronapandemie wurde die Kerb 2020 und 2021 unter speziellen Schutzmaßnahmen gefeiert. Seit 2022 findet sie wieder im Kerbezelt auf den Bolzplatz statt.

### Sport
Die TSG Altenhain ist der mitgliederstärkste Verein aus Altenhain. Nach vielen Jahren des aktiven Handballs der TSG Altenhain bildete sich im Jahr 1996 zusammen mit der TSG Neuenhain die Handballspielgemeinschaft (HSG) Neuenhain/Altenhain. Im Jahr 2018 gelang der Aufstieg in die Bezirksoberliga Wiesbaden / Frankfurt.
Der Altenhainer Tennis-Club (ATC) e. V. wurde 1974 gegründet und hat (Stand 2018) ca. 120 Mitglieder. Erst 1984 gelang es dem Verein, eigene Tennisplätze für seine Mitglieder bereitzustellen. Die vier Mannschaften des Vereins (Damen 50, Herren 40, 50 und 70) spielen (Stand 2018) in der Gruppenliga (Damen 50 und Herren 70), Bezirksliga A (Herren 50) und Bezirksoberliga (Herren 40) des Hessischen Tennisverbandes. Anfang der 2000er spielten die damaligen Damen 40 mehrere Jahre in der hessischen Verbandsliga. Im Jahr 2021 bildete sich erstmals seit langer Zeit wieder eine aktive Herrenmannschaft.

## Wirtschaft und Infrastruktur

### Verkehr
Altenhain liegt an der Kreisstraße K 797, die von Neuenhain im Osten zur Bundesstraße 8 im Westen und nach Königstein im Taunus führt.

### Bildung
Die Schule Altenhain besteht seit 1775.